# Regimiento de Infantería Mecanizado 12
El Regimiento de Infantería Mecanizado 12 "Grl. Arenales" (RI Mec 12) es una unidad de infantería del Ejército Argentino con asiento en la guarnición militar de Toay, Provincia de La Pampa, y que pertenece a la X Brigada Mecanizada "Tte. Grl. Nicolás Levalle", en el marco de la Fuerza de Despliegue Rápido.
Este RI comparte la guarnición con el RI Mec 6 "Grl. Viamonte".

## Historia

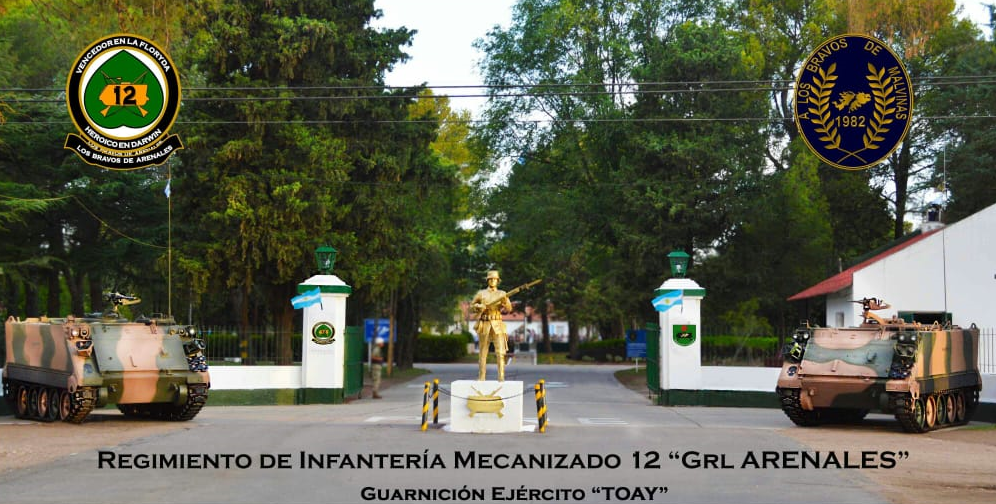
Entrada al Regimiento

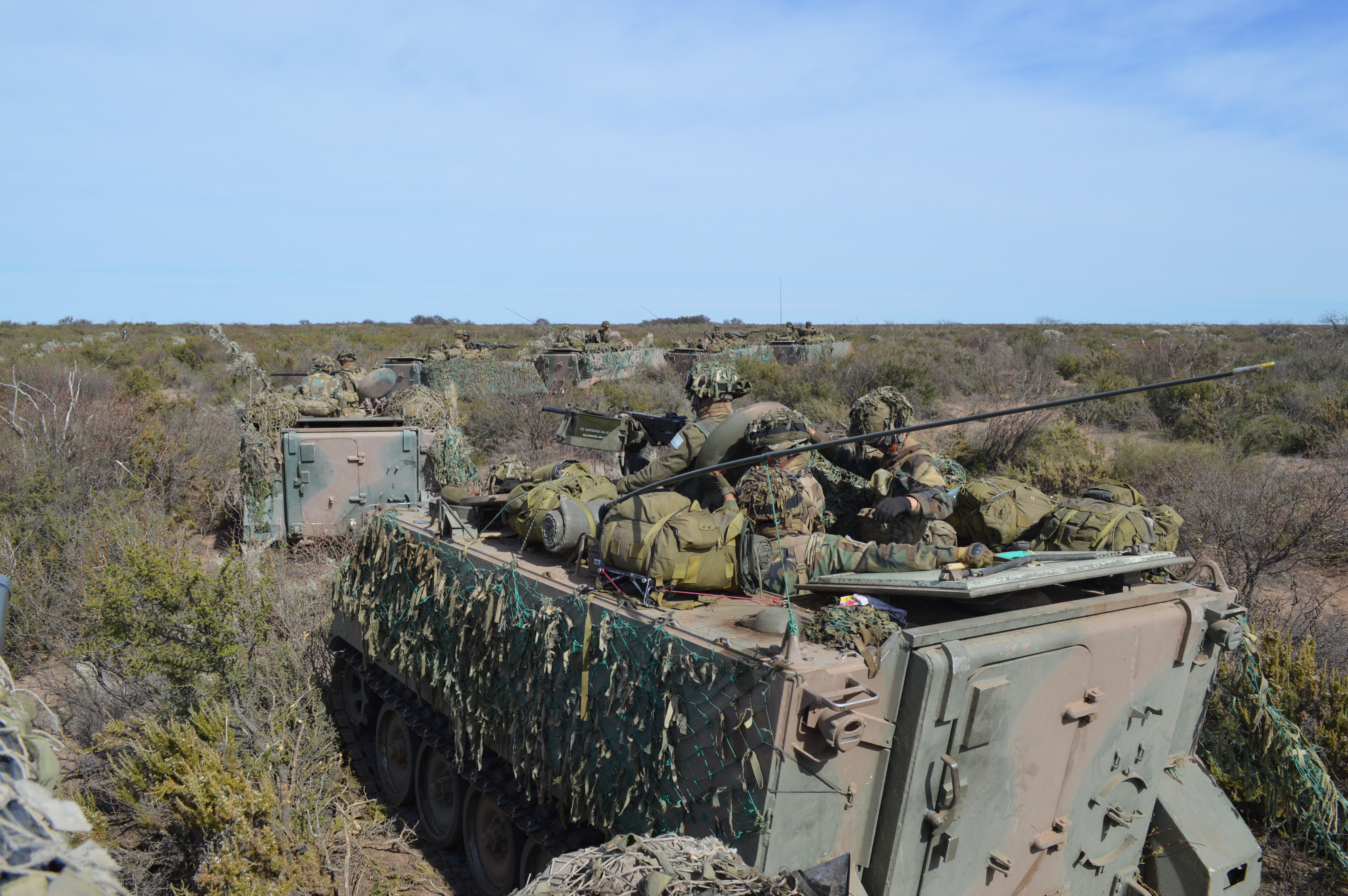
Adiestramiento Operacional del RI Mec 12 en La Reforma - Pcia. de La Pampa

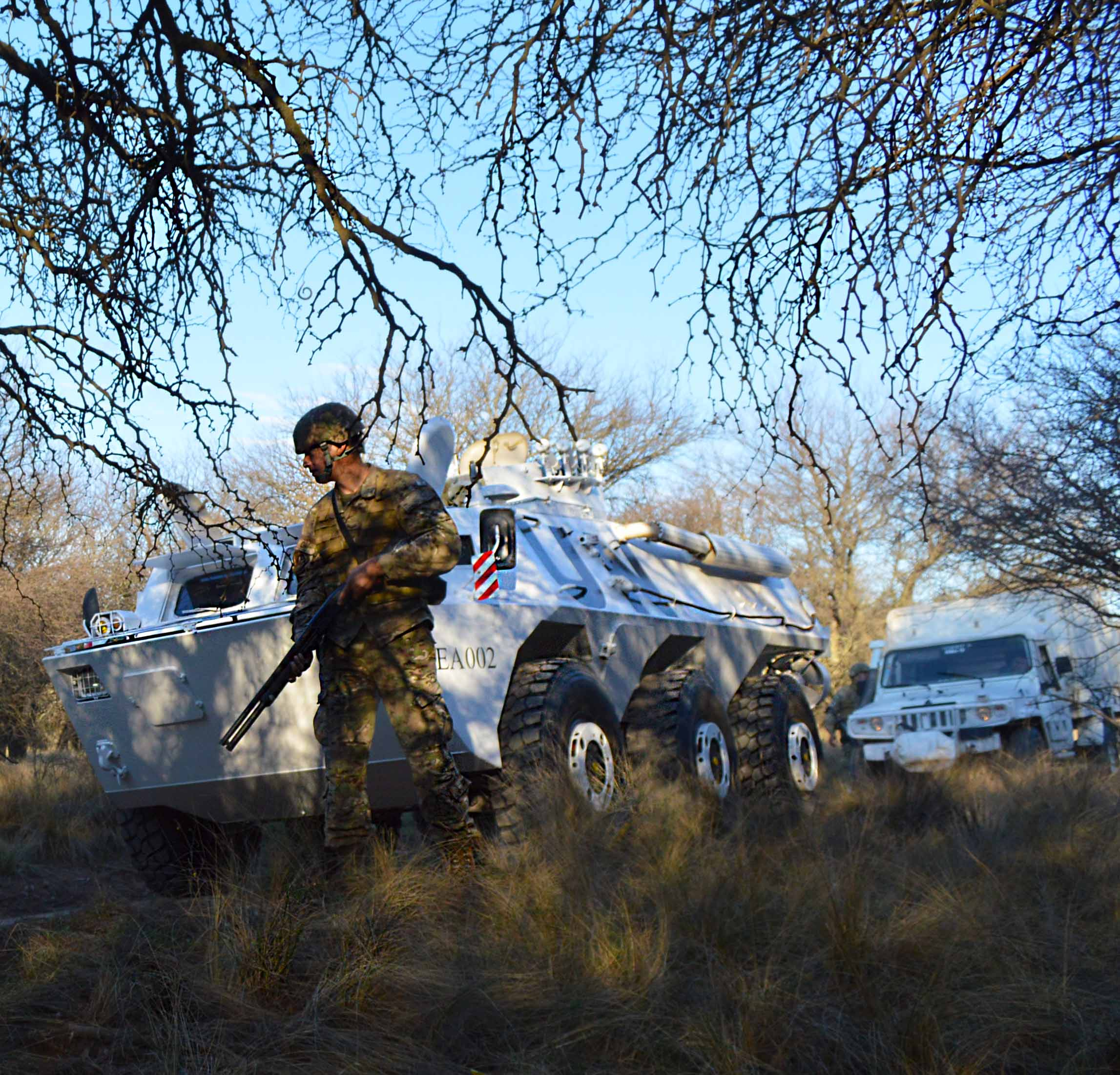
RI Mec 12 núcleo del Batallón de Infantería Mecanizado de la Fuerza de Paz Conjunta Combinada "CRUZ DEL SUR"

La creación del Regimiento de Infantería 12 tuvo lugar el 26 de julio de 1815, por decreto del director supremo José Rondeau. El primer jefe fue el coronel Juan Antonio Álvarez de Arenales. Sin embargo, tuvo sus orígenes poco más de un año antes en el Alto Perú. El general Manuel Belgrano, al no disponer de tropas suficientes para contener el avance realista, autorizó la conformación de Cuerpos de Milicianos. Uno de estos cuerpos, nacido en Cochabamba, bajo las órdenes del coronel Juan Antonio Álvarez de Arenales tuvo su bautismo de fuego en las barrancas del Río Piraí, el 25 de mayo de 1814. Dicho encuentro fue favorable a las tropas patriotas, demostrando ser valientes y aguerridas contra un enemigo tres veces superior en lo que fue conocido como el combate de La Floryda. 
Como premio, la Unidad recibió un escudo de paño blanco y vivos celestes con la leyenda «La Patria a los Vencedores en La Floryda».
Luego de la crisis del año 1820 y sublevado el Ejército Auxiliar del Perú, «el 12 de línea» permaneció en Córdoba a órdenes del general Bustos para engrosar los nuevos cuerpos que se crearon, no revistando en el Ejército de Línea durante los gobiernos de Rivadavia, Mitre, Urquiza y Derqui.
Ante el llamado de la Patria, el «12 de Línea» es recreado en 1865 para participar en la Guerra de la Triple Alianza. Múltiples escenarios fueron testigos de su bravura y tenacidad en combate. Yataytí Corá, Boquerón, Tuyutí, Paso de la Patria y finalmente Curupaytí. Por su destacado desempeño en la Campaña del Paraguay, el Regimiento es la única Unidad de la Infantería Argentina que luce como uniforme histórico el mismo que vistiera durante aquellas épicas jornadas.
En 1869 y 1870 participó en la Campaña a Santa Fe y Entre Ríos para sofocar la rebelión Jordanista.

### Operativo Independencia
El Regimiento de Infantería 12 integró el Agrupamiento C que se desplazó a la provincia de Tucumán por orden del Comando General del Ejército para reforzar la V Brigada de Infantería que llevaba adelante el Operativo Independencia. El Agrupamiento C se turnaba con los Agrupamientos A y B, creados para el mismo fin.

### Guerra de las Malvinas
El Regimiento de Infantería 12 bajo el mando del teniente coronel Ítalo Piaggi partió a Comodoro Rivadavia para desplegarse en Caleta Olivia con la misión de defender las costas. Estando instalado recibió orden del V Cuerpo de Ejército de marchar a Río Turbio. En la mitad del periplo recibió una contraorden de marchar a las Malvinas.
El 28 de abril el Regimiento inició su establecimiento en Pradera del Ganso tras arribar a Puerto Argentino/Stanley cuatro días antes. El RI 12 padeció problemas logísticos graves. El buque Córdoba cargado con las armas pesadas nunca cruzó a las islas por el bloqueo de la Fuerza de Tareas 317.
El 4 de mayo los efectivos iniciaron la preparación del dispositivo de defensa. La Compañía A  se instaló al norte del istmo de Darwin en una elevación que domina Puerto Darwin; la Compañía C se estableció al sur en el acceso a Lafonia. Al cabo de una semana el Regimiento constituyó la Fuerza de Tareas «Mercedes», junto con la Compañía C del Regimiento de Infantería 25, una sección de tiradores del Regimiento de Infantería 8, un grupo de la Compañía de Ingenieros 9, y una sección del Grupo de Artillería Paracaidista 4.
El Regimiento de Infantería 12 como parte de la Fuerza de Tareas «Mercedes» demitió su accionar ante la superioridad abrumadora de las Fuerzas Armadas británicas en la batalla de Pradera del Ganso el 29 de mayo de 1982.
El Regimiento de Infantería 12 estuvo asentado en diferentes ciudades del país: Santa Fe (1917-1965), Mercedes (1965-1992) y Toay (1992- hasta el presente).
Participó con sus integrantes en Misiones de Paz bajo el mandato de Naciones Unidas en las Repúblicas de Croacia, Chipre y Haití.
A partir del año 2009 y hasta la actualidad, conforma el núcleo del Batallón de Infantería Mecanizado de la Fuerza de Paz Binacional Conjunta Combinada "Cruz del Sur" que junto a la República de Chile, se constituye en la única Fuerza Combinada de la Región dispuesta para desplegar en misiones donde la Organización de las Naciones Unidas lo requiera.
En el año 2015 el Ejército homenajeó al Regimiento en su 200.º aniversario. El jefe del Estado Mayor General del Ejército instituyó a la Bandera del Ejército del Norte como Bandera Histórica del Regimiento. En la ocasión se inauguró el «Bicentenario-Soldado del 12 de Línea», una escultura labrada por Eduardo Noé.

## Organización
- Regimiento de Infantería Mecanizado 12 «General Arenales» (RI Mec 12).
  - Compañía de Infantería Mecanizada «A» (Ca I Mec A).
  - Compañía de Infantería Mecanizada «B» (Ca I Mec B).
  - Compañía Comando y Servicios (Ca Cdo Ser).